# Robert Garrett
Pour les articles homonymes, voir Garrett.
Robert Garrett, né le 24 mai 1875 et mort le 25 avril 1961 à Baltimore, est un athlète américain, double champion olympique.
Aux Jeux olympiques de 1896 à Athènes, il a remporté le concours du lancer du poids et le lancer du disque. Il a également gagné deux autres médailles à ces jeux : l'argent au saut en hauteur et au saut en longueur. À ceux de Paris en 1900, il gagna deux nouvelles médailles, deux fois le bronze au triple saut sans élan et au lancer du poids.

## Biographie
Originaire d'une riche famille de banquiers, Bob Garrett était capitaine de l'équipe d'athlétisme de Princeton lorsque son professeur d'histoire, William Sloane, lui conseilla de s'entraîner au lancer de disque à l'approche des Jeux d'Athènes, discipline alors relativement inconnue aux États-Unis. Après avoir consulté les travaux de Lucien de Samosate, il fit construire par un forgeron un disque conforme aux descriptions d'époque. Cependant, son poids très élevé (près de 10 kg) le découragea et il se désintéressa de la discipline. Cependant, une fois en Grèce, après avoir tenté plusieurs lancers avec un disque beaucoup plus maniable, il décida de s'inscrire dans la compétition. Il crée la surprise dès le premier jour en enlevant la médaille d'or, battant le favori grec Panayótis Paraskevópoulos de seulement 20 cm lors du dernier lancer (29,15 m).
Le lendemain, il obtient une seconde place au saut en longueur puis une nouvelle médaille d'or en lancer de poids avec une marque à 11,22 m (son record personnel est de 13,14 m). Trois jours plus tard, il se classe de nouveau second en saut en hauteur à égalité avec son compatriote James Connolly avec une barre franchie à 1,65 m.
Également présent lors des compétitions d'athlétisme des Jeux olympiques de 1900 à Paris, il décroche une médaille de bronze en lancer de poids puis une autre en triple saut sans élan. Il ne participa pas au concours du lancer du disque car celui-ci avait lieu un dimanche et ses croyances chrétiennes ne lui permettaient pas de concourir un dimanche.
Athlète le plus prolifique de l'université de Princeton, la piste d'athlétisme du campus fut renommée Garrett Memorial Track en son hommage.
Banquier d'investissement de profession et membre de nombreux conseils d'administration, il amassa une grande fortune. Il était collectionneur de manuscrits anciens provenant du Moyen-Orient et les a exposé à Princeton en 1942. Il a aussi été impliqué dans le développement d'infrastructures de loisir dans la ville de Baltimore et a occupé le poste de président de la National Recreation and Park Association en 1941.

## Palmarès

### Jeux olympiques
- Jeux olympiques 1896 à Athènes ( Grèce) 
  -  Médaille d’or au lancer du poids
  -  Médaille d’or au lancer du disque
  -  Médaille d'argent au saut en longueur
  -  Médaille d'argent au saut en hauteur
- Jeux olympiques 1900 à Paris ( France) 
  -  Médaille de bronze au triple saut sans élan
  -  Médaille de bronze au lancer du poids